# Tripogandra
Tripogandra là một chi thực vật có hoa trong họ Commelinaceae.